# Oligoarthrite
L' oligoarthrite est définie par les rhumatologues comme une inflammation (arthrite) affectant 2 à 3 articulations durant au moins les 6 premiers mois d'une maladie 

## Maladies associées
L'oligoarthrite peut être associée à différentes maladies, dont :
- psoriasis et « rhumatisme psoriasique » ; 60 % des patients sont touchés par une oligoarthrite en début de maladie, mais elle évolue généralement ensuite en polyarthrite[2]. Le psoriasis est un facteur aggravant le risque de développer une oligoarthrite.
- maladie de Lyme ; borréliose causée par des spirochètes (Borrelia)transmis par les tiques. La maladie passe souvent inaperçue[3] mais l'oligoarthrite est un des premiers symptômes possibles[3]. Ainsi, une étude (1993) a recherché des anticorps dirigés contre Borrelia burgdorferi chez 210 patients atteints d'arthrites, dont 82 étaient inexpliquées (oligoarthrites d'étiologies "inconnues") ; 13,4 % de ces patients ont été testés positifs à la maladie de Lyme, contre 1,6 % dans le groupe témoin ; Seuls quatre de ces patients se souvenaient d'une morsure de tique, et seuls deux avaient développé un érythème migrant[3]. Les genoux étaient les plus fréquemment touchés (90 % des cas) et des anomalies radiographiques (ostéoporose, gonflement des tissus mous) ont été notées chez 3 patients. Les analyses de liquide synovial étaient typiques d'arthrites inflammatoires chez six patients[3].
- Maladie d'Erdheim-Chester[4]
- Spondylarthrite ankylosante[5]
- SAPHO

...
- pathologies d'étiologie inconnue...

Elle peut être éventuellement réactivée après un certain temps.

Elle peut aussi évoluer en une polyarthrite (touchant un plus grand nombre d'articulations ou toutes les articulations)

## Types
Deux sous-catégories en sont reconnues, :
- oligoarthrite persistante : ne touchant pas plus de quatre articulations, tout au long de l'évolution de la maladie
- oligoarthrite étendue : affectant un total de plus de quatre articulations après les six premiers mois de la maladie

On peut en outre les classer en oligoarthrite « asymétrique » ou « symétrique »selon les articulations concernées